# Haplostachys
Haplostachys es un género con siete especies de plantas de flores perteneciente a la familia Lamiaceae.  Es originario de las islas Hawái.

## Especies
| - Haplostachys bryanii - Haplostachys grayana - Haplostachys haploslachya - Haplostachys linearifolia | - Haplostachys munroi - Haplostachys rosmarinifolia - Haplostachys truncata |